# ريب كولمان
ريب كولمان (بالإنجليزية: Rip Coleman)‏ هو لاعب كرة قاعدة أمريكي، ولد في 31 يوليو 1931 في تروي في الولايات المتحدة، وتوفي في 14 مايو 2004 في Wolfeboro, New Hampshire ‏ في الولايات المتحدة.